# Per Otto Bersang Rasmussen
Per Otto Bersang Rasmussen (født 6. Juni 1958 i Odense) er en dansk skuespiller, der nok mest er kendt for sin rolle som Heino i Polle-reklamerne fra Sonofon og komediefilmen Polle Fiction fra 2002. Rasmussen har ingen skuespilleruddannelse. Han har medvirket i over 25 reklamefilm (Arla foods, Sonofon, Tuborg med mere).
Han prøver sig nu som stand-up komiker. Han blev stemt ud i Danmark har talent i 2017.

## Filmografi
- Polle Fiction (2002)
- Far til fire - tilbage til naturen (2011)
- 10 timer til Paradis (2012)
- For det fælles bedste (2014)